# Théziers
Théziers é uma comuna francesa na região administrativa de Occitânia, no departamento de Gard. Estende-se por uma área de 11,34 km². Em 2010 a comuna tinha 1 063 habitantes (densidade: 93,7 hab./km²).